# Radiowerbung
Unter Radiowerbung (Hörfunkwerbung) versteht man die Ausstrahlung von Werbung im Programm eines Hörfunksenders. Zumeist wird sie von Werbeagenturen im Auftrag eines Markeninhabers oder Produktanbieters entworfen. Hergestellt wird Radiowerbung meist von Tonstudios, die auch für das Casting der Sprecher, die Musikrecherche bzw. -komposition, das Sounddesign sowie die finale Tonmischung verantwortlich sind. Die ausstrahlenden Radiostationen lassen sich die Ausstrahlung nach Sekunden vergüten. Radio- oder Hörfunkwerbung sind umgangssprachliche Begriffe, medienrechtlich ist von Rundfunkwerbung die Rede.

## Geschichte
In den USA wurde die erste bezahlte Radiowerbung am 28. August 1922 um 15.15 Uhr von WEAF in New York für ein Appartementhaus ausgestrahlt. Das Radio Broadcast-Magazine war noch 1924 der Auffassung, dass die Finanzierung durch Rundfunkwerbung ungeeignet sei. Der Seifen- und Waschmittelhersteller Procter & Gamble präsentierte erstmals am 14. August 1933 mit Ma Perkins eine für Hausfrauen gedachte Werbeserie, die der Soap Opera später ihren Namen gab.
Am 29. Oktober 1923 wurde die erste deutsche Rundfunksendung ausgestrahlt. Im Mai 1924 genehmigte die Reichspost den Regionalgesellschaften die sogenannten „Radio-Inserate“; die „Inserate aus der Luft“ durften aber nur „in mäßigem Umfange und allervorsichtigster Form“ gesendet werden. Unter allen Umständen müsse „vermieden werden, dass die kulturelle Bedeutung des Rundfunks durch die Ausübung von Reklame beeinträchtigt wird.“ Die „Deutsche Reichs-Postreklame GmbH“ war in die Abwicklung der Rundfunkwerbung eingeschaltet. Am 1. Juli 1924 strahlte die schlesische „Funkstunde Breslau“ die erste Werbung aus. Damals gab es erst 100.000 Rundfunkteilnehmer; 1925 machte bei ihr der Werbeanteil bereits 20 % des Programms aus. Lange Zeit ist die Radiowerbung jedoch unbedeutend geblieben. Sie erbrachte 1930 gerade 0,3 % der Gesamteinnahmen.
Damals formulierte Elly Heuss-Knapp für Nivea in einem Werbespot „Im Sommer hocken wir nimmer im Haus, da lockt uns die Sonne hinaus“. Die Werbetexterin der Beiersdorf AG und Ehefrau des späteren Bundespräsidenten wurde zur Pionierin der deutschen Funkwerbung. Zwischen 1933 und 1939 war sie für Beiersdorf in der Werbung tätig. Sie erfand den Musik-Jingle für die Radiowerbung, als sie ab Mai 1933 für Wybert-Hustenpastillen mit akustischem Warenzeichen den Produktnamen in eine gesungene Melodie umsetzte. Diese Idee ließ sich Heuss-Knapp patentieren und setzte sie auch für andere Unternehmen und Produkte ein; insbesondere für Nivea, Erdal, Kaffee Hag, Blaupunkt und Persil. Ab 9. Juni 1932 gab es Radiowerbung für die Agfa Box, 1935 für Hansaplast (Dauer: 1:16 Minuten). Propagandaminister Joseph Goebbels stand der Radiowerbung negativ gegenüber; sie wurde 1936 vom NS-Regime verboten.
Die ersten deutschen Hörfunkwerbespots nach dem Krieg strahlte im Herbst 1949 der Bayerische Rundfunk aus; sie wurden noch „tönende Anzeige“ genannt. Alle öffentlich-rechtlichen Rundfunkanstalten außer dem NWDR führten in den Jahren 1948 bis 1950 Hörfunkwerbung ein. Am 10. Mai 1954 wurde die Arbeitsgemeinschaft Rundfunkwerbung (ARW) gegründet, die die Werbeinteressen der ARD-Hörfunkanstalten wahrnahm.  Der Werbeanteil im öffentlich-rechtlichen Hörfunk blieb gering; weiten Hörerkreisen wurden intensive Werbeblöcke nur durch Radio Luxemburg bekannt, das ab April 1958 ein deutsches Programm mit Werbeeinblendungen sendete. Der NDR und der WDR hatten mit Rücksicht auf die „erzieherischen und volksbildnerischen Aufgaben des Rundfunks“ bisher jede Art von Werbesendungen in ihren Programmen unterbunden. Der NDR begann erst im Januar 1981 mit Radiowerbung; der WDR begann damit im November 1987 (als letzter ARD-Sender). Die bundesweiten Programme des ebenfalls öffentlich-rechtlichen Deutschlandradio sind bis heute werbefrei.

## Private Radiostationen
Am 27. November 1980 wurde in Rheinland-Pfalz das Landesgesetz über einen Versuch mit Breitbandkabel verabschiedet. Ab 1. Januar 1984 sendete das Kabelpilotprojekt in Ludwigshafen. Das Angebot umfasste neben Fernseh-Programmen vier Hörfunkkanäle: Radio Weinstraße, einen offenen Kanal für Bürgerradio und zwei Kanäle, in denen sich zahlreiche Anbieter die Sendezeit aufteilten („Frequenzsplitting“). Inzwischen gibt es 220 kommerzielle Hörfunksender. Der Verkauf von Werbezeiten an die Auftraggeber von Radiowerbung stellt die kommerzielle Basis der privaten Hörfunksender dar.

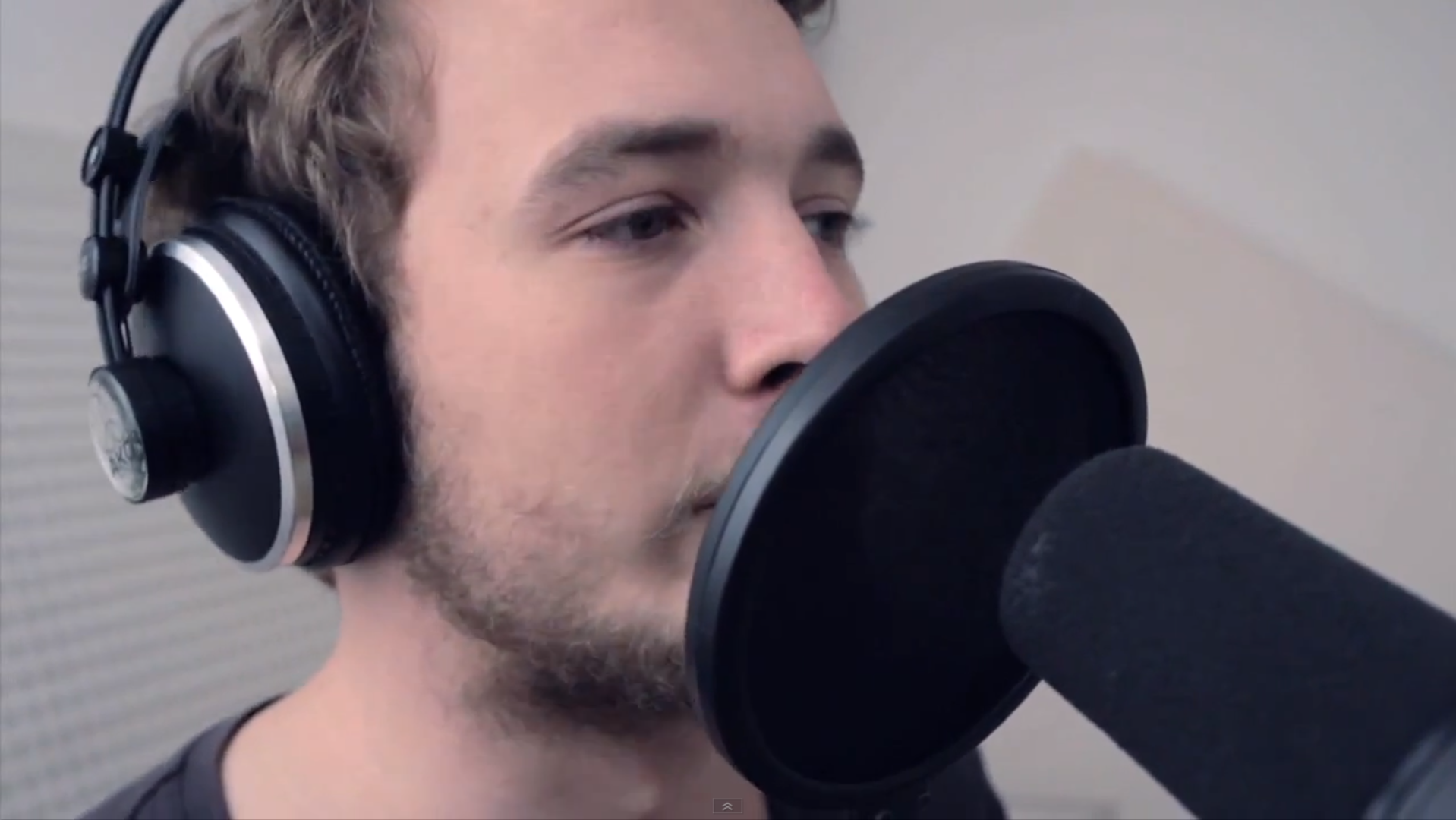
Radiosprecher bei der Aufnahme

### Sonstige Rundfunksender in Deutschland
Die Sender der in Deutschland stationierten ehemaligen alliierten Streitkräfte (AFN, BFBS Radio Germany) strahlen keine Werbung aus. Dies gilt auch für die Auslandsdienste Voice of America, Voice of Russia und Radio Free Europe.

## Rechtsgrundlagen
Die Hörfunkwerbung ist in Deutschland gesetzlich in den Landesmediengesetzen, den Landesrundfunkgesetzen und dem Rundfunkstaatsvertrag (RStV) geregelt. Der 13. Rundfunkänderungsstaatsvertrag vom 30. Oktober/20. November 2009 hat die Vorschriften für Radiowerbung erheblich liberalisiert. Das früher geltende Blockwerbegebot sowie Vorgaben für die Werbeunterbrechung von Hörfunksendungen sind entfallen. Die rechtliche Grundlage für Werbung im privaten Hörfunk liefern die – auf § 46 RStV beruhenden – gemeinsamen Werberichtlinien der Landesmedienanstalten und die europäischen Werberichtlinien. Danach muss der Beginn der Hörfunkwerbung durch ein akustisches Signal (Werbejingle, Ansage) eindeutig gekennzeichnet und für den Zuhörer wahrnehmbar sein (Ziffer 3 Werberichtlinie), damit Programm und Werbung unterscheidbar bleiben. Die ARD-Anstalten und das ZDF haben Werberichtlinien auf der Grundlage des § 16f RStV erlassen.

### Öffentlich-rechtlicher Rundfunk
Im öffentlich-rechtlichen Rundfunk ist die Gesamtdauer der Radiowerbung durch § 16 Abs. 5 RStV grundsätzlich auf höchstens 90 Minuten werktäglich im Jahresdurchschnitt begrenzt. In einzelnen Ländern ist ein zum Stichtag 1. Januar 1987 erlaubter größerer Werbeumfang bestehen geblieben (vgl. § 16 Abs. 5 2. HS RStV). Das gilt z. B. für den Bayerischen Rundfunk (Art. 4 Abs. 4 Satz 3 BayRG) oder den Hessischen Rundfunk, dem der Landesgesetzgeber 128 Minuten werktäglich im Jahresdurchschnitt zugesteht (§ 3a HRG).

### Privater Rundfunk
Im privaten Rundfunk ist Radiowerbung weitgehend dereguliert. Auch im privaten Hörfunk dürfen wie im öffentlich-rechtlichen Hörfunk Übertragungen von Gottesdiensten und Kindersendungen nicht unterbrochen werden (§ 7a Abs. 1 RStV).

## Methoden der Radiowerbung
Hörfunkwerbung ist ein Nebenmedium, mit dem parallel andere menschliche Aktivitäten (Autofahren, Hausarbeit, Zeitunglesen) verrichtet werden können, so dass die Aufmerksamkeit reduziert ist. Dies muss bei der Gestaltung von Funkspots berücksichtigt werden. Mangels Visualisierbarkeit setzt man alle sonst in der Hörfunk-Dramaturgie verwendeten Elemente ein, und zwar Sprache (Dialog/Monolog), Stimme (Stimmklang, Sprachmelodie), Musik (insbesondere Gesang/Sprechgesang, Lied, Jingle, Musikbett), Geräusche, Live-Moderation, atmosphärische Einblendungen, Stille und Sonderelemente wie das „akustische Logo“/„Sound-Logo“. Zudem stellen spezifische dramaturgische Muster die Grundlage für Werbespots im Werbeträger Hörfunk dar. Eingesetzt werden können verbale oder tonale/musikalische Gestaltungsverfahren, Presenter, Slice of life, Testimonial, reales oder fiktionales Hörstück, Interview oder Jingle. Im aktuellen Programm werden die Werbespots in der Regel innerhalb von Werbeblöcken (in einem Stop Set) gesendet, wobei mehrere Grundformen des Spots unterschieden werden können:
- Der klassische Werbespot ist die Normalform des Werbemittels im Radio, hat eine Dauer von ca. 20 bis 30 Sekunden und steht im Werbeblock für sich allein.
- Der so genannte Tandem-Spot besteht aus zwei zusammengehörenden Elementen innerhalb eines Werbeblocks, die durch mindestens einen anderen Spot (für ein anderes Produkt) voneinander getrennt sind. Das Tandem besteht entweder aus einem kurzen „Teaser“ mit anschließendem Haupt-Spot oder aus einem Haupt-Spot mit folgendem „Reminder“.
- Doppel-Spot: Wie beim Tandem-Spot werden auch beim Doppel-Spot zwei Spots innerhalb eines Werbeblocks platziert, allerdings sind sie in diesem Fall beide identisch.
- Der Kurz- oder Mini-Spot weist nur eine kurze Dauer von etwa fünf bis zehn Sekunden auf.
- Der Single-Spot wird nicht als Teil eines Werbeblocks gesendet, sondern isoliert im laufenden Programm.
- Ein Live-Reader wird live von einem Mitglied der Redaktion verlesen.
- Ein Allonge-Spot besteht aus zwei Teilen, dem gleichbleibenden Basisspot und der sich unmittelbar anschließenden Allonge (Anhang mit wechselnden aktuellen Informationen), die beiden Teile bilden eine Einheit.
- Content-Spot ist ein zweiteiliger Werbespot innerhalb eines Werbeblocks, wobei zwischen den beiden Teilen (Intro-Werbung und Outro-Werbung) nicht ein Spot für ein anderes Produkt gesendet wird, sondern ein festgelegter redaktioneller Teil.
- Der Cover-Spot besteht aus zwei Spots im Verlauf eines Werbeblocks, die beiden Teile liegen jedoch jeweils unmittelbar am Anfang und am Ende des Blocks, also an den Nahtstellen zum redaktionellen Programm.

## Statistik
Da es dem Hörfunk an der visuellen Attraktivität von Fernsehen, Kino und Printmedien fehlt, sind seine Marktanteile relativ gering. Sein Marktanteil lag 2011 in Deutschland mit 709,15 Millionen Euro Netto-Werbeeinnahmen oder 3,7 % an den gesamten Einnahmen an viertletzter Stelle der 13 Werbeträger. Der private Hörfunk kann seit seinem Beginn im Januar 1984 auf eine günstige Entwicklung zurückblicken, da er durch seine Regionalität eine besondere Nähe zum Publikum aufweist. Die nationalen Vermarkter für Radiowerbung sind die Firmen Radio Marketing Service, die ARD Werbung Sales & Services GmbH (ARD-Werbung) und Studio Gong. Während die RMS und Studio Gong nur private Radiosender vermarkten, vermarktet die ARD-Werbung alle öffentlich-rechtlichen Radiosender, die Radiowerbung ausstrahlen, sowie ebenfalls einige private Radiosender. 77 % der Deutschen hörten 2011 täglich 186 Minuten Radio, womit es das beliebteste Medium ist.

### Österreich
Der ORF ist in seinen regionalen Angeboten auf fünf Minuten Werbezeit beschränkt. Die möglichen Werbezeiten für den ORF sind in § 13 Abs. 6 ORF-Gesetz wie folgt geregelt: „Eines der österreichweiten Programme des Hörfunks gemäß § 3 hat von Werbesendungen frei zu bleiben. In österreichweit verbreiteten Hörfunkprogrammen sind Werbesendungen nur österreichweit zulässig. Hörfunkwerbesendungen dürfen im Jahresdurchschnitt die tägliche Dauer von insgesamt 172 Minuten nicht überschreiten, wobei Abweichungen von höchstens 20 v.H. pro Tag zulässig sind. In einem Programm dürfen Werbesendungen im Jahresdurchschnitt 8 v.H. der täglichen Sendezeit nicht überschreiten. Hörfunkwerbesendungen, die in bundeslandweiten Programmen gesendet werden, sind nur einmal zu zählen und dürfen im Jahresdurchschnitt die tägliche Dauer von fünf Minuten nicht überschreiten, wobei Abweichungen von höchstens 20 v.H. pro Tag zulässig sind. Die Dauer von Werbesendungen, die zeitgleich in mehr als einem bundeslandweiten Programm ausgestrahlt werden (Ringwerbesendungen), ist jeweils in die fünfminütige Werbedauer des betreffenden bundeslandweiten Programms einzurechnen.“
Privatradios realisieren zwischen der Hälfte und zwei Drittel ihrer Einnahmen aus der regional eigenvermarkteten Werbezeit, so dass der Marktanteil der Hörfunkwerbung in den Privatradios bei rund 40 % liegt; denn der ORF musste seit 1998 – dem Beginn des Privatradios in Österreich – insgesamt etwa 20 % Hörer-Marktanteil an die privaten Sender abgeben. Der Anteil des österreichischen Privatradios am Gesamtwerbemarkt lag 2002 mit 7,8 % höher als in Deutschland.

### Schweiz
Auch in der Schweiz muss Werbung vom redaktionellen Teil des Programms deutlich getrennt und als solche eindeutig erkennbar sein (Art. 9 Abs. 1 des Bundesgesetzes über Radio und Fernsehen; RTVG). Werbung muss grundsätzlich zwischen einzelne Sendungen eingefügt und in Blöcken gesendet werden (Art. 11 Abs. 1 RTVG). Sie darf grundsätzlich nicht mehr als 15 % der täglichen Sendezeit eines Programms sowie 20 % der Sendezeit einer Stunde beanspruchen (Art. 11 Abs. 2 RTGV).
In der Schweiz lag 1997 der Marktanteil der Hörfunkwerbung bei lediglich 2,7 %, bis 2001 konnte er kontinuierlich auf 5,7 % gesteigert werden. Die relativ geringe Bedeutung der Hörfunkwerbung in der Schweiz wird auf das Fehlen eines nationalen Werbeangebots in der als gemeinnütziger Verein organisierten SRG zurückgeführt.

### Andere Staaten
Spitzenreiter bei den Marktanteilen in der Radiowerbung ist Luxemburg mit 16,2 %, gefolgt von den USA mit 11,7 %. Während die hohen Marktanteile in Luxemburg auf Radio Luxemburg zurückzuführen sind, können sie in den USA mit dem höheren Stellenwert des privaten Radios begründet werden (1997).

## Werbefunkarchive
Die Universität Regensburg betreibt ein Historisches Werbefunkarchiv mit Werbesendungen aus den Jahren 1948 bis 1987.